# Poecile rufescens
Poecile rufescens е вид птица от семейство Paridae.
Обитава предимно гъсти и влажни иглолистни гори по тихоокеанските крайбрежия на САЩ и Канада, както и някои широколистни гори, където се среща предимно до потоци.
Храни се с паяци и дребни насекоми, по-рядко горски с плодове и семена. Малките се хранят с паяци и ларви на оси.